# Dieter Schmitt (Fechter)
Dieter Schmitt  (* 3. Mai 1940 in Offenbach am Main) ist ein ehemaliger deutscher Florettfechter, deutscher Meister, Olympiateilnehmer und Mannschafts-Vizeweltmeister bei den Weltmeisterschaften 1959 in Budapest. Bei den Olympischen Spielen 1960 in Rom gewann er als Ersatzfechter der deutschen Florettmannschaft eine Bronzemedaille. Sein Fechtverein war der Fechtclub Offenbach.

## Erfolge
Im Jahr 1959 wurde Schmitt deutscher Juniorenmeister im Herrenflorett. Bei den deutschen Meisterschaften der Aktiven gewann er 1957 und 1959 die Bronzemedaille, 1960 wurde er Vizemeister, bevor er 1961 schließlich die Florettmeisterschaften gewinnen konnte.
Als Mitglied der deutschen Nationalmannschaft konnte er 1959 bei den Weltmeisterschaften in Budapest die Silbermedaille gewinnen. Zusammen mit Jürgen Brecht, Tim Gerresheim, Jürgen Theuerkauff und Manfred Urschel musste er sich nur der Mannschaft der Sowjetunion geschlagen geben. Bei den Olympischen Spielen 1960 in Rom war Schmitt Ersatzfechter der Herrenflorettmannschaft, welche die Bronzemedaille gewinnen konnte. Er kam jedoch nicht zum Einsatz. Im Jahr 1964 nahm er am Einzelwettbewerb der Olympischen Spiele in Tokio teil und belegte den 17. Platz, nachdem er in der Halbfinalrunde ausscheiden musste.
Aufgrund des Gewinns der Bronzemedaille bei den Olympischen Spielen in Rom wurde Schmitt 1960 das Silberne Lorbeerblatt verliehen.